# Metalstudwand

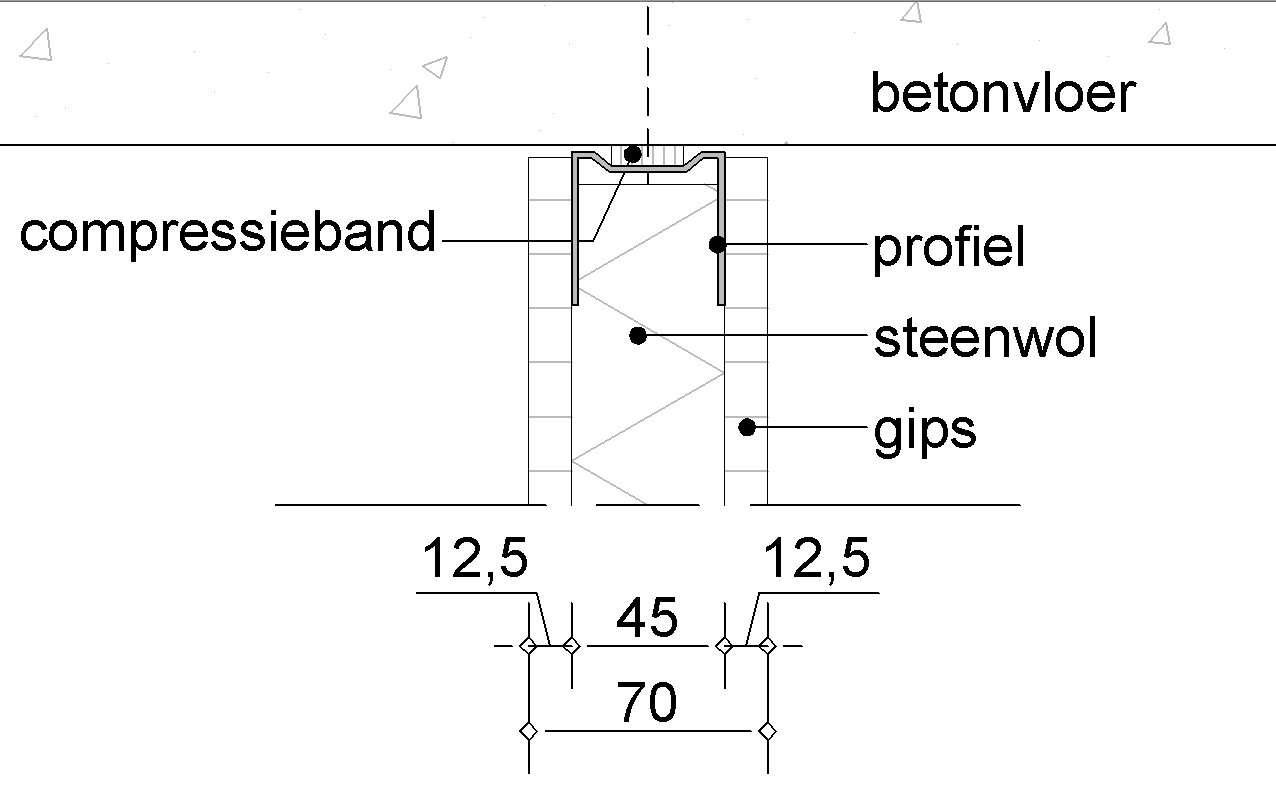
Een bouwtechnische getekende opbouw van een metalstudwand

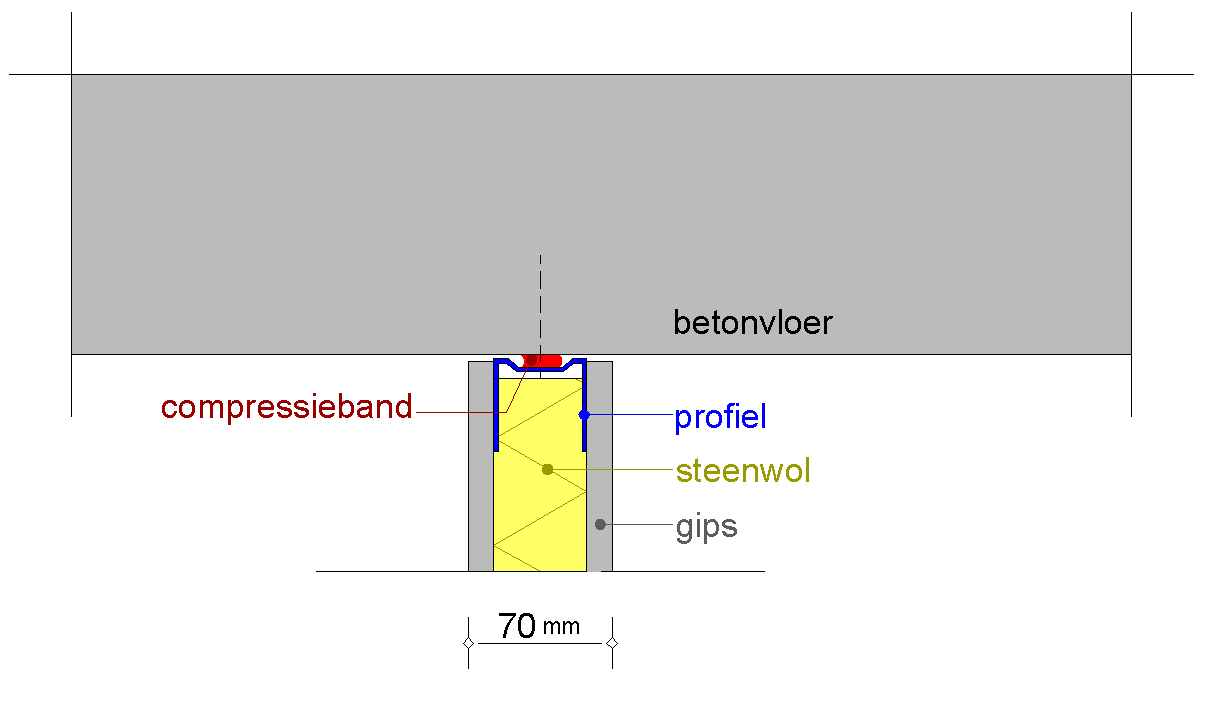
Dezelfde metalstudwand, nu in kleur

Een metalstudwand is een binnenwandsysteem. De wand heeft een ruimtescheidende functie.
Een metalstudwand bestaat uit de volgende onderdelen:
- metalstudprofielen;
- thermische isolatiemateriaal, alleen wanneer geluids- of warmte-isolatie-eisen van toepassing zijn (glaswol of steenwol);
- (soms) dampdichte folie;
- een plaatmateriaal zoals gipsplaat, OSB of gipsvezelplaat;
- een afwerklaag.

Metalstudprofielen zijn koudgevormde (gezette) stalen profielen. Deze profielen hebben een C- of U-vorm. Als isolatiemateriaal wordt minerale wol gebruikt. De brandwerendheid van de wand wordt bereikt door toepassing van enkele of dubbele beplating en wanneer geluidswering ook gevraagd is, heeft een glas- of steenwolisolatie de voorkeur vanwege zijn geluidsabsorberende eigenschappen. Als afwerklaag kan behang- of schilderwerk worden toegepast. Tussen vloer en liggers wordt een zachte drukband aangebracht om geluidslekken te voorkomen.
De wanden zijn opgebouwd uit staanders en liggers, de liggers worden met pluggen vastgezet in de vloer en in het plafond. De staanders kunnen op hun plaats vastgeschroefd worden aan de liggers, óf vastgeknepen met een speciale metalstudtang, die er naar binnen een gaatje in drukt (door beide gedeelten heen), zodat beide delen aan elkaar vastzitten. Deze tang is meestal alleen beschikbaar voor professionele bedrijven, d.w.z. niet in bouwmarkten verkrijgbaar. Deze fixatie kan ook achterwege worden gelaten aangezien de constructie zijn stabiliteit krijgt door het aanbrengen van de gipskartonplaten.
Er kunnen ook twee gipsplaatlagen toegepast worden om de brandwerende eigenschappen van de wand te verbeteren van 30 naar 60 minuten. In dat geval heeft de wand naast de ruimtescheidende functie ook een brandcompartimentscheidende functie. Ook verbetert een dubbele gipsplaat de stabiliteit en de geluidswerende eigenschappen. De dubbele gipsplaten worden vaak, om overlap van de naden te voorkomen, verspringend ten opzichte van elkaar aangebracht.